# Natividad Redondo López
Natividad Redondo López   (Loja, 1926 - Lleida, febrer 2020) va ser una mestressa de casa i activista política catalano-andalusa.
Nascuda a la província de Granada, d'on era també el seu marit, Antonio Cantano Palma (1927-2013), obrer i sindicalista del sector de la construcció, amb qui va traslladar-se primer al Pirineu el 1956, i a inicis dels anys seixanta van arribar a Lleida. Redondo va estar vinculada a Comissions Obreres –quan aquest sindicat encara era clandestí– i en el transcurs d'aquesta activitat va patir la repressió policial, sent detinguda diverses vegades en participar dels intents de manifestació del Dia Internacional dels Treballadors. Va ser membre de les Comissions Cíviques promogudes pel PSUC i l'any 1972 va formar-ne part de l'assemblea constituent de les Terres de Lleida. A banda del moviment obrer, també va ser activista dels drets de les dones i de les llibertats democràtiques i nacionals catalanes, així com de solidaritat dels presos polítics. En aquest sentit, va ser organitzadora del Grup de Dones Democràtiques.
El 24 d'abril de 2017, la Paeria de Lleida va homenatjar-la i va reconèixer els seus mèrtis concedint-li la Medalla a la Solidaritat. Va morir el febrer de 2020. El funeral va celebrar-se al tanatori Jardí La Lleidatana.